# Sonny Rollins and Thelonious Monk
| Recensione | Giudizio |
| ---------- | -------- |
| AllMusic   |          |

Sonny Rollins and Thelonious Monk è un album a nome Sonny Rollins Quartet, pubblicato dalla Prestige Records nel 1955.

## Tracce
LP (1955, Prestige Records, PRLP 190)
Lato A
1. The Way You Look Tonight – 5:09 (testo: Dorothy Fields – musica: Jerome Kern)
2. I Want to Be Happy – 7:41 (testo: Irving Caesar – musica: Vincent Youmans)

Lato B
1. More Than You Know – 10:49 (testo: Billy Rose, Edward Eliscu – musica: Vincent Youmans)

## Formazione
- Sonny Rollins – sassofono tenore
- Thelonious Monk – pianoforte
- Tommy Potter – contrabbasso
- Arthur Taylor – batteria

### Produzione
- Bob Weinstock – produzione, supervisione, foto copertina album originale
- Registrazioni effettuate il 25 ottobre 1954 al Van Gelder Studio di Hackensack, New Jersey (Stati Uniti)
- Rudy Van Gelder – ingegnere delle registrazioni
- Don Schlitten – layout
- Ira Gitler – note retrocopertina album originale [2]